# Episodi di Naruto: Shippuden (nona stagione)
La Saga del passato - Il percorso della Foglia (過去篇～木ノ葉の軌跡～?, Kako hen ~ Konoha no kiseki) costituisce la nona stagione della serie televisiva anime Naruto: Shippuden ed è composta dagli episodi che vanno dal 176 al 196. La regia è di Hayato Date ed è prodotta da TV Tokyo e Studio Pierrot. Gli episodi, anche se ispirati al manga di Masashi Kishimoto Naruto, non sono adattati direttamente da esso, ma costituiscono una saga originale; fanno solo eccezione gli episodi dal 178 al 181. La trama di questa stagione è incentrata sui ricordi degli abitanti del Villaggio della Foglia durante la ricostruzione di quest'ultimo a seguito dell'attacco di Pain.
La nona stagione è stata trasmessa in Giappone dal 2 settembre 2010 al 27 gennaio 2011 su TV Tokyo. In Italia è andata in onda su Italia 1 dal 28 ottobre al 30 dicembre 2012. È stata ritrasmessa integralmente dal 15 al 26 marzo 2015 su Italia 2.
La stagione adotta due sigle di apertura: Tōmei Datta Sekai (透明だった世界? ltt. "Era chiaro al mondo") di Motohiro Hata (episodi 176-179) e Diver dei Nico Touches the Walls (episodi 180-196), e tre sigle di chiusura: Utakata hanabi (うたかた花火? lett. "Effimeri fuochi d'artificio") dei Supercell (episodi 176-179), U can do it! di DOMINO (episodi 180-192) e Mayonaka no orchestra (真夜中のオーケストラ? lett. "Orchestra di mezzanotte") degli Aqua Timez (episodi 193-196).

## Lista episodi
| Nº  | Titolo italiano Giapponese 「Kanji」 - Rōmaji | In onda           | In onda          |
| Nº  | Titolo italiano Giapponese 「Kanji」 - Rōmaji | Giapponese        | Italiano         |
| 176 | Iruka, istruttore delle reclute 「新米教師イルカ」 - Shinmai kyōshi Iruka | 2 settembre 2010  | 28 ottobre 2012  |
| 176 | Iruka, vedendo Naruto che viene festeggiato dagli abitanti del villaggio, riporta alla mente il momento in cui divenne l'istruttore della sua classe di reclute. Durante il suo primo anno all'accademia, Naruto fallisce ogni prova che Iruka gli propone e si dimostra molto geloso ed invidioso delle lodi degli altri studenti nei confronti di Sasuke. Finite le lezioni, Naruto apprende che l'intero Clan Uchiha è stato sterminato e che Sasuke è l'unico sopravvissuto. |                   |                  |
| 177 | La prova di Iruka 「イルカの試練」 - Iruka no shiren | 9 settembre 2010  | 28 ottobre 2012  |
| 177 | Naruto spaventa i suoi compagni impersonando un demone volpe e viene ripreso da Iruka, coinvolto emotivamente dall'attacco della Volpe a Nove Code nel quale i suoi genitori persero la vita. Il giorno successivo, Naruto non si presenta a lezione ed Iruka chiede consiglio a Kakashi che, dopo avergli ricordato il momento in cui decise di diventare un istruttore, lo sprona a tentare di comprenderlo. Quando i compagni decidono di vendicarsi dello scherzo subìto mettendo Naruto in una situazione di pericolo, Shikamaru informa Iruka che si dirige immediatamente alla ricerca del ragazzo. |                   |                  |
| 178 | La decisione di Iruka 「イルカの決意」 - Iruka no ketsui | 16 settembre 2010 | 3 novembre 2012  |
| 178 | Naruto, esplorando le colline nere alla ricerca di un oggetto da riportare, trova un kunai con delle informazioni e viene attaccato da tre ninja del Villaggio della Cascata. Accorre, in suo aiuto, Iruka che protegge il ragazzo sino all'arrivo di Kakashi. Di ritorno al villaggio Iruka spiega a Naruto cos'è la volontà del Fuoco e, in quel momento, il ragazzo decide che, un giorno, diventerà il più forte Hokage mai esistito per dimostrare a tutti il suo valore. Mentre Sasuke e la Squadra Falco si apprestano a partire verso Konoha, Tobi ordina a Kisame di catturare l'Ottocode. Nel frattempo, al Villaggio della Foglia, Shikaku riceve la notizia che è stato convocato un consiglio d'emergenza. |                   |                  |
| 179 | Kakashi Hatake, Jonin al comando 「担当上忍はたけカカシ」 - Tantō Jōnin Hatake Kakashi | 30 settembre 2010 | 4 novembre 2012  |
| 179 | Durante il consiglio dei vertici del villaggio, i presenti vengono informati che Tsunade è in coma a seguito degli sforzi compiuti per difendere gli abitanti e che, quindi, è necessario sostituirla. Dopo una prima candidatura di Kakashi, il Signore Feudale decide di eleggere Danzo Sesto Hokage. Nel frattempo, Kakashi ricorda il momento in cui gli venne assegnata la guida del Team 7 e le iniziali riserve che il Jonin aveva nei confronti dei suoi componenti. |                   |                  |
| 180 | Il coraggio di Inari messo alla prova 「イナリ、試される勇気」 - Inari, tamesareru yūki | 7 ottobre 2010    | 10 novembre 2012 |
| 180 | Mentre la ricostruzione del villaggio ha inizio, Naruto e Sakura incontrano Inari e Tazuna che sono venuti a dare una mano. Il gruppo ricorda il loro secondo scontro con gli uomini di Gato, i quali, dopo essere stati sconfitti la prima volta dal Team 7, tentarono nuovamente di prendere il controllo del Paese delle Onde. In quell'occasione, Inari dimostrò grande coraggio, facendo da esca e salvando un gruppo di ragazzini tenuti in ostaggio, e Naruto, Sasuke e gli abitanti del paese consegnarono alle autorità i tirapiedi di Gato una volta per tutte. |                   |                  |
| 181 | Naruto, maestro di vendetta 「ナルト、仇討ち指南塾」 - Naruto, adauchi shinanjuku | 14 ottobre 2010   | 11 novembre 2012 |
| 181 | Naruto e Sakura ricordano un'altra missione del Team 7. Mentre stanno riportando indietro uno struzzo smarrito, i membri della squadra assistono ad un combattimento fra due spadaccini per una questione di vendetta. Quando l'uomo che cerca di vendicarsi fallisce, Naruto decide di dargli lezioni. Nonostante egli si dimostri incapace di portare a termine correttamente le missioni, prova di essere molto forte e spiega di non essere riuscito a vincere la faida poiché aveva intuito qualcosa di strano nel suo avversario. Quando i due si scontrano nuovamente, quest'ultimo rivela di essersi scambiato col fratello gemello e che entrambi sono innocenti. Alcuni malviventi tentano, allora, di attaccare i due uomini, ma l'intero Team 7 li mette in fuga. Al Villaggio della Foglia, Inari e Tazuna chiedono di Sasuke e Naruto afferma che un giorno il Team 7 tornerà insieme.                                     |                   |                  |
| 182 | Il legame di Gaara 「我愛羅『絆』」 - Gaara "kizuna" | 21 ottobre 2010   | 11 novembre 2012 |
| 182 | Gaara ricorda una missione che ha svolto assieme al Team 7 poco dopo l'attacco di Orochimaru al Villaggio della Foglia. La missione, concepita per rafforzare il legame tra la Sabbia e la Foglia, viene interrotta da alcuni ninja mandati dai capi del Villaggio della Sabbia per eliminare Gaara, ritenuto troppo pericoloso. I compagni della sua squadra ed i membri del Team 7 salvano Gaara ed insieme portano a termine la missione. Gaara si rende conto che, da quel momento in poi, egli riuscì ad instaurare dei legami con i suoi conterranei ed i loro alleati che gli hanno permesso di diventare la persona che è oggi. |                   |                  |
| 183 | Il chakra virus 「ナルト・アウトブレイク」 - Naruto: autobureiku | 28 ottobre 2010   | 17 novembre 2012 |
| 183 | Sakura ricorda di quando Naruto sembrava avere contratto un pericoloso virus che rischiava di contaminare l'intero villaggio. Allo scopo di contenere l'epidemia, Tsunade fece evacuare tutta la popolazione nelle caverne e mandò una squadra di ninja a catturare Naruto. Anche Shizune, Choji, Tenten, Kiba e Shino tentarono di catturare Naruto, ma senza alcun risultato. Quando il ragazzo si rifugiò nella stanza dove era ricoverato Sasuke, quest'ultimo lo consegnò a Tsunade che si rese conto che egli non era mai stato infetto e che si trattava di un errore. |                   |                  |
| 184 | La squadra di Tenten 「出撃! テンテン班」 - Shutsugeki! Tenten-Han | 4 novembre 2010   | 18 novembre 2012 |
| 184 | Mentre si recano al laboratorio di innovazione delle armi ninja di Konoha, Tenten e Neji ricordano una missione durante la quale, assieme a Naruto, sono andati al centro per fare scorta di armi. Tenten, capitano della squadra, chiede al responsabile del laboratorio di mostrarle le nuove armi in sviluppo, ma nessuna di queste impressiona la ragazza. Dopo che il team ha esplorato il magazzino segreto, dove vengono custodite le armi migliori, il laboratorio viene attaccato da due ninja. Grazie ad un prototipo di arma, denominata Jidanda, Tenten riesce a sconfiggere i due ninja. |                   |                  |
| 185 | Il regno degli animali 「アニマル番外地」 - Animaru bangaichi | 11 novembre 2010  | 24 novembre 2012 |
| 185 | Lo struzzo smarrito che era stato catturato dal Team 7 racconta ai suoi cuccioli un episodio del suo passato. Naruto, Shino, Rock Lee e Kotetsu vengono mandati da Tsunade nel campo di addestramento numero 0, divenuto una riserva naturale in balìa degli animali, per catturare nuovamente lo struzzo che ha imparato a parlare ed a praticare le arti ninja. Lo struzzo, con l'aiuto di altri animali combattenti, mette inizialmente in difficoltà i ninja, ma, questi, assistiti da Izumo, riescono a catturarlo. Durante la ricostruzione del Villaggio della Foglia, Naruto e l'animale si incontrano nuovamente e quest'ultimo fugge dichiarando di non volersi far catturare un'altra volta. |                   |                  |
| 186 | La medicina miracolosa 「ああ、青春の漢方丸」 - Aa, seishun no kanpōgan | 18 novembre 2010  | 25 novembre 2012 |
| 186 | Mentre si reca al capezzale di Tsunade, Rock Lee ricorda di come ella lo abbia aiutato a riprendersi dalle ferite subite durante gli esami di selezione dei Chunin. Quando Naruto beve l'ultima bottiglia della medicina preparata da Gai per Lee, decide di approfittare di una missione, alla quale è stato assegnato assieme a Sakura ed Ino, per recuperare il fiore necessario per prepararne dell'altra. Giunto sul posto dove cresce il fiore, Naruto ne coglie uno e viene attaccato da una copia di Gaara. Sconfitto il clone, il gruppo porta a termine la missione e fa ritorno al villaggio con il fiore permettendo a Gai di preparare delle altre medicine per Lee. |                   |                  |
| 187 | Il coraggio del maestro e dell'allievo: l'allenamento 「ド根性師弟修業編」 - Dokonjō shitei shugyō hen | 25 novembre 2010  | 1º dicembre 2012 |
| 187 | Nel suo viaggio di addestramento, Jiraiya spiega a Naruto l'importanza di imparare a difendersi dalle arti illusorie, in particolar modo quelle create dallo Sharingan. Il ragazzo inizia, così, l'allenamento, aiutato anche dal rospo Gamariki. Naruto riesce a superare la prima fase dell'addestramento generando un disturbo del chakra all'interno del suo corpo. Per la fase successiva, Naruto e Jiraiya si recano presso un villaggio che scoprono essere stato invaso da alcuni ninja della Pioggia. I due ninja mettono, dunque, in atto un piano per liberare il villaggio. |                   |                  |
| 188 | Il racconto del maestro e dell'allievo 「ド根性師弟忍風録」 - Dokonjō shitei ninpūroku | 25 novembre 2010  | 2 dicembre 2012  |
| 188 | Liberati gli abitanti del villaggio, Jiraiya si unisce a Naruto nello scontro con il leader dei ninja della Pioggia e la creatura da esso evocata, il re dei molluschi. I ninja della Foglia vengono intrappolati da una tecnica di arte illusoria, ma vengono liberati da un giovane abitante del villaggio. Con il supporto del suo maestro, Naruto ha il tempo di creare un Rasengan Superiore col quale riesce a sconfiggere la creatura ed il suo evocatore. Riportata la pace nel villaggio, i due si rimettono in viaggio. |                   |                  |
| 189 | Enciclopedia delle impronte 「サスケの肉球大全」 - Sasuke no nikukyū taizen | 2 dicembre 2010   | 8 dicembre 2012  |
| 189 | Vecchia Gatta, la titolare dell'emporio dove i membri del Clan Uchiha sono soliti rifornirsi di armi, ricorda una vecchia missione del Team 7 che consisteva nel prendere un'impronta di una zampa di Nekomata, il capo dei gatti ninja. Tale incarico avrebbe completato l'enciclopedia delle impronte iniziata da Sasuke ed Itachi durante la loro infanzia. Lo stesso Itachi, che assegnava le missioni al fratello, pensava che la missione fosse troppo difficile per lui. Per poter entrare nella fortezza di Nekomata, i tre Genin della Foglia indossano delle orecchie da gatto, ma Naruto si fa smascherare all’ingresso venendo cacciato mentre Sasuke e Sakura avanzano. Dopo avere superato alcuni gatti ninja, Sasuke riesce a sconfiggere Nekomata ed a prenderne l'impronta. |                   |                  |
| 190 | Naruto e il vecchio soldato 「ナルトと老兵」 - Naruto to rōhei | 9 dicembre 2010   | 9 dicembre 2012  |
| 190 | Dopo l'attacco di Orochimaru alla Foglia, Naruto, due Jonin ed un uomo anziano, noto come l'eterno Genin, vengono mandati in missione a pattugliare i confini del Paese del Fuoco. Dopo alcuni giorni senza incidenti, un gruppo di ninja nemici attraversa il confine. I due Jonin rimangono indietro per dare modo ai Genin di dare l'allarme. L'eterno Genin prova di essere capace e coraggioso riuscendo ad avere la meglio sui ninja invasori e, ricordando le battaglie sostenute assieme ai precedenti Hokage, scorge in Naruto la somiglianza con suo padre. |                   |                  |
| 191 | Canto d'amore per Kakashi 「カカシ恋歌」 - Kakashi koiuta | 16 dicembre 2010  | 15 dicembre 2012 |
| 191 | Una donna ninja di nome Hanare, spia del Villaggio dei Lucchetti, viene catturata dagli ANBU della Foglia e portata nelle camere segrete del villaggio per l'interrogatorio. Inizialmente, Inoichi non riesce ad estrarre informazioni dalla ragazza e, così, Kakashi viene incaricato di carpire i segreti della spia col suo Sharingan. L'Hokage, ritenendo che la donna non sappia niente, decide di barattarla con un Jonin della Foglia. Mentre lo scambio ha luogo, Kakashi si rende conto che la ragazza nasconde qualcosa e tenta di catturarla nuovamente, ma ella riesce a scappare. Una volta raggiunta da Kakashi, Hanare confessa di essersi resa conto, durante il suo periodo alla Foglia, di tutte le cose belle alle quali ha dovuto rinunciare facendo la spia e decide di cancellare dalla sua mente le informazioni apprese sul villaggio avversario. Kakashi capisce il suo gesto e decide di lasciarla andare.     |                   |                  |
| 192 | Neji racconta 「ネジ外伝」 - Neji Gaiden | 23 dicembre 2010  | 16 dicembre 2012 |
| 192 | Il team di Konohamaru chiede a Neji di parlare loro dell'eroismo di Naruto. Neji racconta una storia accaduta anni prima durante l'esame di selezione dei Chunin. Dopo la distruzione di Konoha da parte di Orochimaru, due ninja del Villaggio della Nuvola rapiscono Hinata per ottenere i segreti del Byakugan. Al loro inseguimento si recano Neji, Kiba e Tenten, i quali, grazie all'astuzia di Neji, riescono a portare in salvo la compagna. Quando Neji cade in una trappola magica, Hiashi Hyuuga, capo del clan e padre di Hinata, accorre in suo aiuto e sistema definitivamente il ninja della Nuvola. Il Team Konohamaru si chiede che ruolo abbia avuto Naruto in questa storia, ma Neji fornisce loro una risposta criptica sapendo in cuor suo che, senza le parole di Naruto durante il loro match nelle finali dell'esame di selezione dei Chunin, egli non si sarebbe comportato in maniera così generosa ed eroica. |                   |                  |
| 193 | L'uomo che è morto due volte 「二度死んだ男」 - Nido shinda otoko | 6 gennaio 2011    | 22 dicembre 2012 |
| 193 | Naruto, vedendo una foto trovata tra le macerie, ricorda un avvenimento accaduto anni prima. Mentre corre tra le montagne, Naruto rimuove un sigillo che aveva trovato su una roccia e libera l'anima sigillata di un ANBU della Foglia di nome Kisuke. Naruto è l'unico in grado di interagire con Kisuke e decide di aiutarlo a liberare il suo spirito. Grazie all'aiuto di Sakura, i due scoprono che il corpo di Kisuke è ancora in vita e, una volta raggiunto, lo spirito recupera la memoria. Egli aveva scoperto un piano, ordito da un ninja di nome Sabiru, atto a rovesciare la Foglia e quest'ultimo, di tutta risposta, aveva sigillato la sua anima. Dopo avere confessato, Sabiru viene ucciso da Kabuto e l'anima di Kisuke può, finalmente, riunirsi a quella di sua moglie. |                   |                  |
| 194 | Corsa a tre gambe 「最悪の二人三脚」 - Saiaku no nininsankyaku | 13 gennaio 2011   | 23 dicembre 2012 |
| 194 | Naruto e Sakura, vedendo Kiba ed Akamaru lavorare insieme, ricordano un momento del loro passato. Il Team 7 viene incaricato di recuperare una statuetta d'oro rubata. Uno dei ladri utilizza su Sasuke e Naruto una tecnica che li lega assieme mentre Sakura viene catturata. Naruto e Sasuke decidono di recuperare Sakura e, nonostante le iniziali difficoltà nel lavorare assieme, riescono a trovare i ladri ed a sconfiggerli. Naruto, Sasuke e Sakura recuperano la statuetta mentre Kakashi osserva come il successo della loro missione sia dipeso dal non lasciare indietro la propria compagna. |                   |                  |
| 195 | Collaborazione Squadra 10 「連携、第十班」 - Renkei, Daijuppan | 20 gennaio 2011   | 29 dicembre 2012 |
| 195 | Notando l'ottima sintonia con Choji ed Ino, Shikamaru ricorda una missione durante la quale il Team 10 ed il Team 7 hanno collaborato per salvare degli ostaggi. Aiutati da un ex-bandito, i ninja della Foglia arrivano al nascondiglio dei rapitori dove l'uomo li mette in guardia da Baji, il loro capo. Shikamaru escogita un piano che consiste nel mandare i Jonin in avanscoperta. L'ex-predone viene catturato e, all'insaputa dei ninja della Foglia, si rivela essere una spia. Shikamaru si offre come ostaggio in cambio della liberazione dell'uomo. Grazie all'intesa con il resto della squadra, Shikamaru viene liberato ed i banditi sconfitti. |                   |                  |
| 196 | Salto nel buio 「闇への疾走」 - Yami e no shissō | 27 gennaio 2011   | 30 dicembre 2012 |
| 196 | Mentre si dirige verso il Villaggio della Foglia assieme al suo team, Sasuke riporta alla mente alcuni eventi del passato. Poco dopo lo scontro fra Gaara e Naruto, Sasuke aveva salvato la vita ad una ragazzina di nome Naho e quest'ultima si era innamorata di lui. Naruto e Sakura vennero incaricati di scortare Naho al Villaggio di Shizume mentre Sasuke e Kakashi si occupavano di alcuni nemici che il duo scoprì essere stati incaricati di rapire Naho. Naruto e Sakura vennero presi in ostaggio, ma Sasuke li liberò e sconfisse il capo dei rapitori infierendo su di lui per sfogare la sua frustrazione nei confronti della forza crescente di Naruto. In quel momento, tutti notarono il primo passo verso le tenebre di Sasuke. |                   |                  |

## DVD

### Giappone
Gli episodi della nona stagione di Naruto: Shippuden sono stati distribuiti in Giappone anche tramite DVD, da aprile ad agosto 2011.
| N° | Data           | Dischi | Episodi          | Extra |
| -- | -------------- | ------ | ---------------- | ----- |
| 1  | 6 aprile 2011  | 1      | 176-179          | /     |
| 2  | 11 maggio 2011 | 1      | 180-183          | /     |
| 3  | 1º giugno 2011 | 1      | 184-186, 189     | /     |
| 4  | 6 luglio 2011  | 1      | 190-193          | /     |
| 5  | 3 agosto 2011  | 1      | 194-196, 187-188 | /     |